# Mario Boyé
Mario Boyé (Buenos Aires, 30 juli 1922 – 21 juli 1992) was een Argentijnse voetballer. 
Boyé, bijgenaamd El Atómico, begon zijn jeugdcarrière bij Boca Juniors en begon in 1941 te spelen in het eerste elftal in een wedstrijd tegen CA Independiente. Een week later scoorde hij zijn eerste goal tegen Huracán. Met Boca werd hij kampioen in 1943 en 1944. In 1946 was hij met 24 goals topschutter van de competitie. 
In 1949 ging Boyé voor het Italiaanse Genoa spelen en kreeg daar de bijnaam Il Matadore. Na een kort intermezzo bij het Colombiaanse Millonarios keerde hij terug naar Argentinië om voor Racing te spelen. In 1951 eindigde Racing samen met CA Banfield bovenaan en speelde testwedstrijden voor de titel. Na een scoreloos gelijkspel scoorde Boyé de winnende goal in de tweede wedstrijd. Na nog een seizoen bij Huracán eindigde hij zijn carrière waar ze begonnen was, bij Boca. 